# Уленбек, Кристиан Корнелиус
Кристиан Корнелиус Уленбек (в некоторых русских публикациях первое имя передаётся как Христиан; нидерл. Christianus Cornelius Uhlenbeck; 18 сентября 1866, Ворбюрг, Нидерланды — 12 августа 1951, Лугано, Швейцария) — нидерландский лингвист. Окончил Лейденский университет (1888). Профессор Амстердамского (1892—1899) и Лейденского (1899—1926) университетов, в первом занимал кафедру санскрита и сравнительного языкознания, во втором — кафедру германских языков.

## Биография
Детство провёл в Харлеме, где учился в начальной школе, а затем в гимназии. В юности Уленбек писал стихи: ещё до окончания гимназии в июле 1885 г. он выпустил сборник романтических стихов под названием «Мысли и мечты» (Gedachten en droomen). В том же году, он поступил в Лейденский университет. Окончив университет, в 1888—1889 годах работал учителем в Леуварденской гимназии. Позже работал в Университете Амстердама. В 1890 году Уленбек по поручению правительства был направлен в Россию для изучения архивов, которые были важны для голландской истории. Он посетил Санкт-Петербург, Дерпт и Москву, где по-видимому выучил русский язык. В 1892 году — он доцент университета Амстердама, где начал преподавать санскрит. В 1899 году, по приглашению своего давнего наставника, пришёл работать в Лейденсксий университет.
В 1911 году, доктор Уленбек посещал племя Черноногих в резервации индейцев в Монтане. Пик его деятельности, как учёного приходится на 1900-е — 1920-е гг. В 1926 году по состоянию здоровья вышел на пенсию. Он переехал в Швейцарию, где продолжил издаваться, вёл научную деятельность. Скончался Кристиан Корнелиус Уленбек в Лугано, 12 августа 1951 года.

## Научная деятельность
Уленбек занимался изучением балто-славянских языков, генетическими связями баскского языка, а также проблемой классификации эскимосско-алеутских языков и языков индейцев Северной Америки (в частности языка Сиксика). В области индоевропеистики составил древнеиндийский и готский этимологические словари. Выдвинул гипотезу о «скрещённом» характере грамматического строя индоевропейских языков. Занимался типологическим изучением эргативности и выдвинул гипотезу об эргативном строе праиндоевропейского языка.
Уленбек преподавал санскрит Роберту ван Гулику.
Почётный член Эускальцайндии.

## Сочинения
- Пассивный характер переходного глагола или глагола действия в языках Северной Америки. К учению о падежах. Agens и Patiens в падежной системе индоевропейских языков. Идентифицирующий характер посессивной флексии в языках Северной Америки // Эргативная конструкция предложения. — М.. — Т. 1950. Архивировано из оригинала 30 октября 2008 года.
- Kurzgefasstes etymologisches Wörterbuch der altindischen Sprache by Uhlenbeck, C. C. (Christianus Cornelius), 1866-1951. Publication date 1898. Publisher Amsterdam : J. Müller Collection: Brigham Young university; Americana. Contributor: Harold B. Lee Library. Language: German Архивная копия на archive.org
- Kurzgefasstes etymologisches Wörterbuch der gotischen Sprache, Volume 25. By Christianus Cornelius Uhlenbeck  Электронная версия на Google Books .ck
- Uhlenbeck, C.C. A Concise Blackfoot Grammar Based on Material from the Southern Peigans, New York: AMS, 1978. (Originally published 1938 by Hollandsche Uitgevers-Maatschappij, Amsterdam, in series Verhandelingen der Koninklijke Akademie van Wetenschappen te Amsterdam, Afdeeling Letterkunde. Nieuwe Reeks, Deel XLI) OCLC: 3097417
- Uhlenbeck, C.C. An English-Blackfoot Vocabulary, New York: AMS, 1979. (Originally published 1930 in series: Verhandelingen der Koninklijke Akademie van Wetenschappen te Amsterdam, Afd. Letterkunde, Nieuwe Reeks, Deel 29, No. 4) ISBN 0-404-15796-3
- Uhlenbeck, C.C. and R.H. van Gulik. A Blackfoot-English Vocabulary Based on Material from the Southern Peigans, Amsterdam: Uitgave van de N.V. Noord-Hollandsche Uitgevers-Jaatschapp-ij, 1934. (Verhandelingen der Koninklijke Akademie Van WetenSchappen te Amsterdam. Afdeeling Letterkunde, Nieuwe Reeks, Deel XXXIII, No. 2)
- Wilhelmina Maria Uhlenbeck-Melchior. Montana 1911 : a professor and his wife among the Blackfeet : Wilhelmina Maria Uhlenbeck-Melchior's diary and C. C. Uhlenbeck's original Blackfoot texts and a new series of Blackfoot texts. — 2005. — Calgary : University of Calgary Press, 2005. — ISBN 9780803218284.